# Amour (roman)
Pour les articles homonymes, voir Amour (homonymie).
Amour (Loving) est un roman d'Henry Green publié aux Royaume-Uni en 1945. Traduit de l'anglais par Michel Vinaver, il est publié en France en 1954 aux éditions Gallimard.

## Accueil critique
Il figure à la 89e place dans la liste des cent meilleurs romans de langue anglaise du XXe siècle établie par la Modern Library en 1998.